# Кринтешти (Арђеш)
Кринтешти (рум. Crintești) насеље је у Румунији у округу Арђеш у општини Тополовени. Oпштина се налази на надморској висини од 273 m.

## Становништво
Према подацима из 2002. године у насељу је живело 471 становника, од којих су сви румунске националности.